# Jana Hlaváčová
Jana Hlaváčová (ur. 26 marca 1938 w Pradze, zm. 13 stycznia 2024) – czeska aktorka.

## Życiorys

### Kariera aktorska
W 1960 roku ukończyła studia na Wydziale Teatralnym Akademii Sztuk Scenicznych w Pradze. Występowała w teatrze w Pilźnie, następnie w Teatrze Narodowym w Pradze. W 1995 roku została członkiem Teatru na Vinohradach.
W 1985 roku otrzymała tytuł honorowy Zasłużonej Artystki, a pięć lat później tytuł Artystki Narodowej.
Pracowała również w dubbingu. W 2015 roku otrzymała nagrodę Františka Filipovskiego za całokształt osiągnięć w tej dziedzinie.

### W polityce
W wyborach parlamentarnych w 1990 roku została wybrana do Izby Ludu Zgromadzenia Federalnego z ramienia Forum Obywatelskiego, jednak w lipcu tego samego roku zrzekła się mandatu.

## Życie prywatne
Jej młodszą siostrą jest aktorka Dana Hlaváčová.

## Odznaczenia
W 2024 roku została pośmiertnie odznaczona Medalem Za Zasługi I stopnia.

## Filmografia (wybór)
- 1975: Pod jednym dachem – Jarča Krbcová, córka Evžena; serial telewizyjny